# لیپنیتسا (چاچاک)
لیپنیتسا (به صربی: Lipnica) یک منطقهٔ مسکونی در صربستان است که در چاچاک واقع شده‌است. لیپنیتسا ۹٫۲۳ کیلومتر مربع مساحت و ۵۵۶ نفر جمعیت دارد و ۲۳۲ متر بالاتر از سطح دریا واقع شده‌است.